# Islas Mascareñas
Las islas Mascareñas (del francés: Îles Mascareignes) son un grupo de islas del sudoeste del océano Índico compuesto por: Reunión, Mauricio, Rodrigues, las islas Agalega y el banco de Cargados Carajos.
Administrativamente, pertenecen a la República de Mauricio (islas de Mauricio, Rodrigues, Agalega y Cargados Carajos) y a Francia, a la región de ultramar de la Reunión.
A pesar de que las islas se encuentran bastante separadas entre sí, se las considera un archipiélago debido a su geología e historia comunes.

## Historia

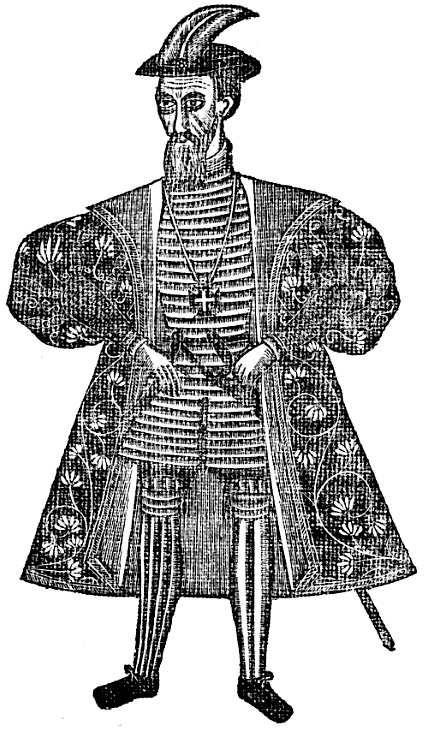
Pedro Mascarenhas, homónimo de las islas Mascareñas, fue virrey de la India portuguesa.

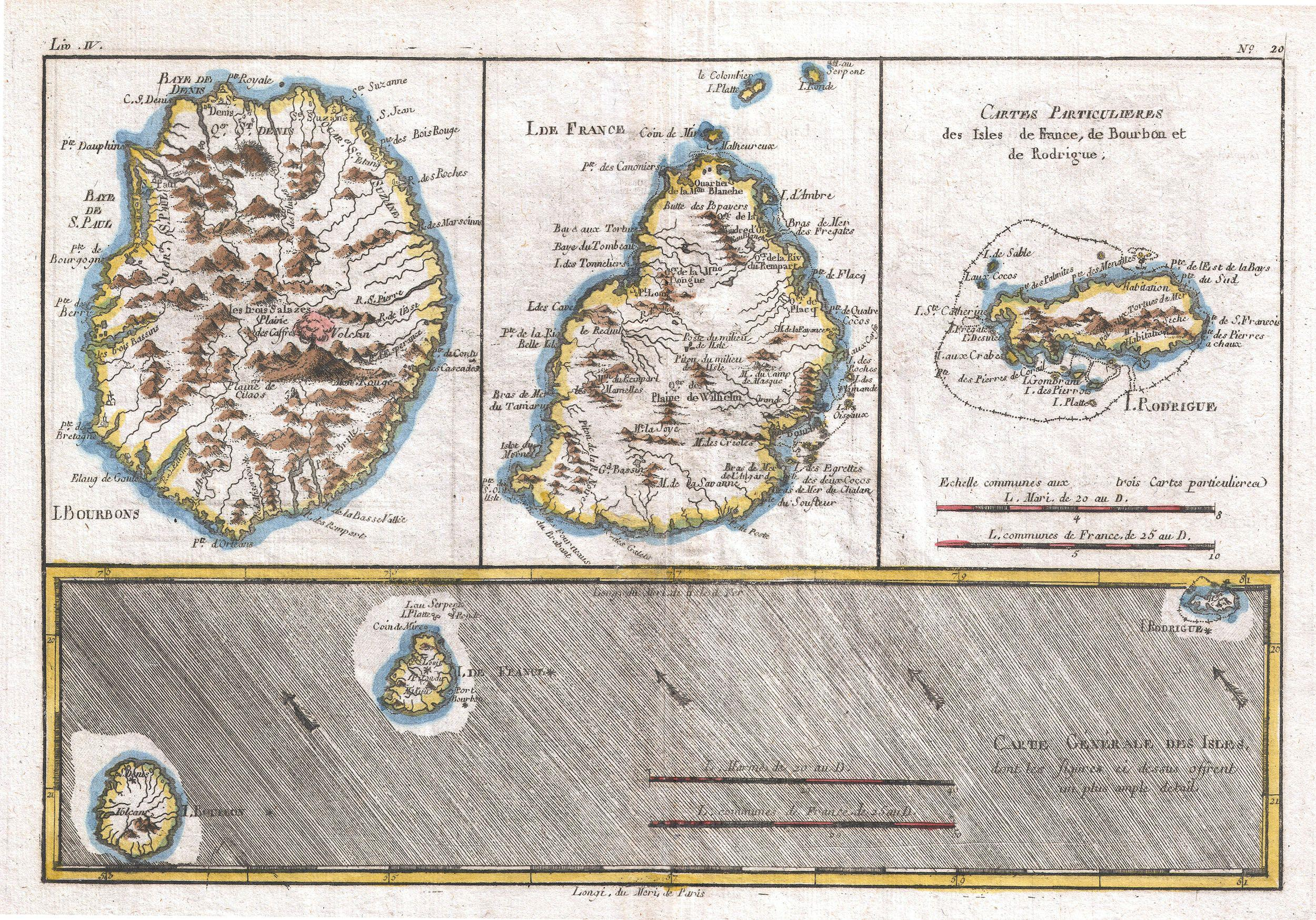
Mapa hacia 1780 de Reunión, Mauricio y Rodrigues.

La historia colonial temprana de las islas, al igual que las del Caribe, se caracterizó por una sucesión de tomas de posesión entre potencias rivales: portugueses, neerlandeses, franceses y británicos gobernaron una parte o la totalidad de las islas.
Hacia 1507, el explorador Diogo Fernandes Pereira descubrió el grupo de islas. La zona permaneció bajo dominio nominal portugués hasta que Étienne de Flacourt llegó con una escuadra naval francesa y tomó posesión en 1649. Desde el 4 de junio de 1735 hasta el 23 de marzo de 1746, una única colonia francesa de las islas Mascareñas bajo el control de un gobernador general contenía Isla de Francia (actualmente Mauricio), Île Bourbon (Reunión) y Séchelles (Seychelles). El 14 de julio de 1767 se convirtió en una colonia de la Corona francesa, todavía bajo un gobernador general. Desde el 3 de febrero de 1803 hasta el 2 de septiembre de 1810, la colonia francesa de Indes-Orientales, bajo un capitaine général (capitán general), incluía la Reunión y (nominalmente) las Seychelles.

### Mauricio
Mauricio fue descubierta en el siglo X por los árabes y recibió el nombre de Dina Harobi, pero el primer asentamiento permanente lo realizaron los neerlandeses en 1638. En 1715, Francia se apoderó de la isla y la mantuvo bajo su control hasta que los británicos se hicieron con ella en 1810. Mauricio obtuvo la independencia en 1968.

### Rodrigues
Rodrigues fue descubierta por primera vez por los árabes, pero recibió el nombre del navegante portugués Diogo Rodrigues. Estuvo bajo control neerlandeses en 1601 y fue colonizada por los franceses en 1691. Gran Bretaña tomó posesión de Rodrigues en 1809. Cuando Mauricio obtuvo la independencia en 1968, Rodrigues se unió a ella por la fuerza. Rodrigues sigue siendo una región autónoma de Mauricio.

### Reunión
Reunión fue descubierta primero por los árabes y luego por los portugueses, quienes la llamaron Santa Apolónia. Luego fue ocupada por los franceses como parte de Mauricio. Primero fue habitada por amotinados franceses que llegaron a la isla entre 1646 y 1669. Recibió su nombre actual en 1793. De 1810 a 1815 estuvo en manos de los británicos, antes de ser devuelto a Francia. Reunión se convirtió en un departamento de ultramar de Francia en 1946.

### Línea de tiempo
- El archipiélago fue descubierto por el navegante portugués Pedro de Mascarenhas el 9 de febrero de 1513.
- Fue bautizado en 1528 por el navegante don Diogo Rodrigues, que dio nombre a la isla Rodrigues.
- 25 de junio de 1638: primera toma de posesión de las islas por Francia.
- 29 de junio de 1642: segunda toma de posesión y primer desembarco en la rada de Saint-Paul, en la Reunión.
- 1735: Bertrand-François Mahé de La Bourdonnais se convierte en el primer gobernador general de las islas Bourbon y de Francia, actuales Reunión y Mauricio.
- 1764: quiebra de la Compañía francesa de las Indias Orientales y compra de las islas por Luis XV (efectiva en 1766).
- 1769: liquidación completa de la Compañía francesa de las Indias y compra de las islas.

## Geografía
El archipiélago comprende tres grandes islas, Mauricio, Reunión y Rodrigues, además de una serie de restos volcánicos en los trópicos del suroeste del océano Índico, generalmente entre 700 y 1500 kilómetros al este de Madagascar. El terreno incluye una variedad de arrecifes, atolón e islas pequeñas. Presentan diversas regiones topográfica y edáfica. En las islas más grandes, estos dieron lugar a una biodiversidad inusual. El clima es oceánico y tropical.
Mauricio se encuentra a 900 km al este de Madagascar. Tiene una superficie de 1865 km². El punto más alto es de 828 metros. Mauricio es la más poblada de las islas Mascareñas, con una población de 1 252 964.
Reunión se encuentra a 150 km al suroeste de Mauricio. Es la mayor de las islas, con una superficie de 2512 km². El Piton des Neiges (3069 m), un volcán extinto, es el pico más alto de Reunión y de las islas. El pitón de la Fournaise es un volcán activo en Reunión que entra en erupción con frecuencia.
Rodrigues se encuentra a 574 km al este de Mauricio. Tiene una superficie de 109 km², y alcanza los 393 metros de altitud.
Rocas de San Brandon, también conocido como banco de Cargados Carajos, es un atolón de coral grupo que consta de una barrera de coral, bajíos e islotes bajos. Es el remanente de una o más islas volcánicas grandes que se hundieron con las mareas crecientes. Hoy es administrado por Mauricio.
Hay varios bancos o bajíos sumergidos:
- El banco de Saya de Malha es un gran banco sumergido. Prehistóricamente era un grupo de islas volcánicas, y se unió al Gran Banco de Chagos hasta que la deriva continental las separó.
- Los bancos de Soudan son un grupo de bancos bajos en la meseta de las Mascareñas.
- El banco de Nazaret está ubicado justo al norte de Cargados Carajos, y prehistóricamente eran una sola característica geológica. Hoy es un banco de pesca grande y poco profundo.
- El banco Hawkins está ubicado en el punto más al norte de la meseta de las Mascareñas.

## Geología

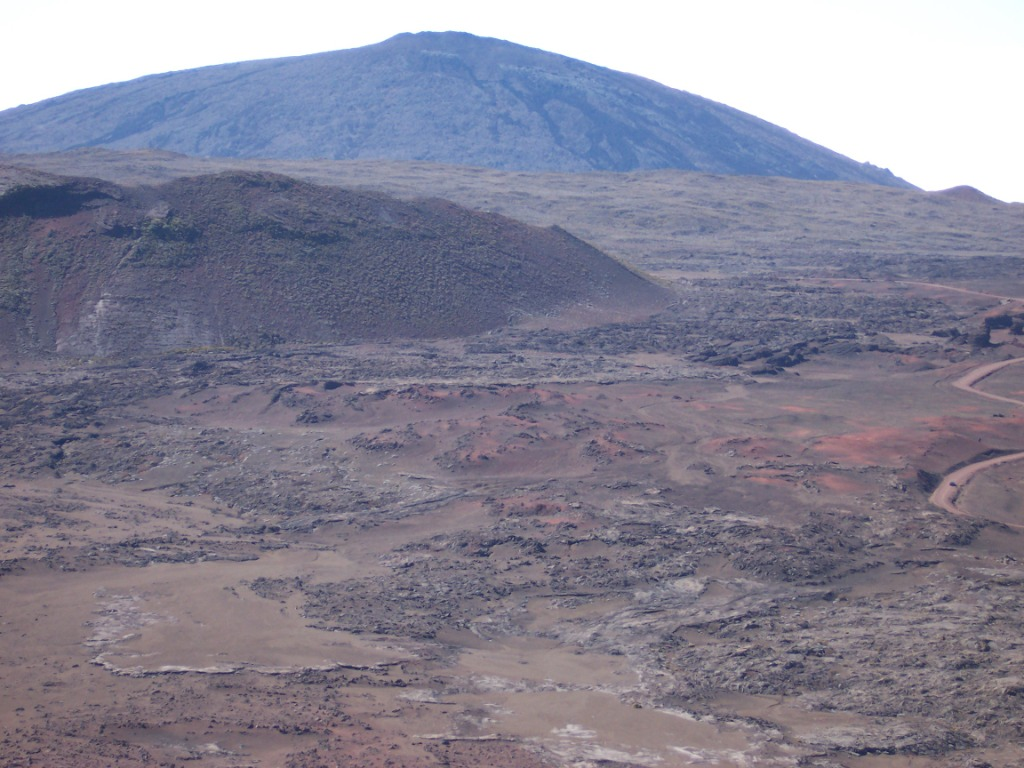
Pitón de la Fournaise.

Las islas son de origen volcánico; Saya de Malha (35 millones de años) fue la primera de las islas Mascareñas en emerger del Océano Índico debido al punto caliente de Reunión, seguido por el banco Nazaret (algunos 2.000 años después), bancos Soudan y Cargados Carajos. Las islas más jóvenes que se formaron fueron Mauricio (7-10 millones de años), la más antigua de las islas existentes, creada junto con la cordillera submarina de Rodrigues. Las islas de Rodrigues y Reunión se crearon en los últimos dos millones de años. Reunión es la mayor de las islas (2500 km²), seguida de Mauricio (1900 km²) y Rodrigues (110 km²). Eventualmente, Saya de Malha, Nazareth y Soudan quedaron completamente sumergidos, quedando Cargados Carajos como un atolón de coral. El punto crítico de Reunión estaba empezando a enfriarse y apareció Rodrigues como una pequeña isla.
Reunión alberga los picos más altos de las Mascareñas, los volcán en escudo Pitón des Neiges (3.069 m) y Pitón de la Fournaise (2.525 m). Piton de la Fournaise, en la esquina sureste de Reunión, es uno de los volcanes más activos del mundo y entró en erupción por última vez en diciembre de 2021. Piton de la Petite Rivière Noire (828 m) es el pico más alto de Mauricio, y las suaves colinas de Rodrigues se elevan a sólo 390 m.
La meseta de las Mascareñas es una meseta submarina que se extiende aproximadamente 2000  km, desde las Seychelles hasta Reunión. La meseta cubre un área de más de 115.000 km² de aguas poco profundas, con profundidades que van desde los 8 a los 150 metros, sumergiéndose hasta los 4000 m hasta la planicie abisal en sus bordes. La parte sur de la meseta, incluyendo el banco de Saya de Malha, banco Nazaret, bancos de Soudan y Cargados Carajos Shoals (Saint Brandon) (entonces una gran isla), fue formado por el punto de acceso de Reunión. Estas fueron una vez islas volcánicas, muy parecidas a Mauricio y Reunión, que ahora se han hundido o erosionado por debajo del nivel del mar o, en el caso de los Cargados Carajos, a islas bajas de coral. El banco de Saya de Malha se formó hace 35 millones de años, y después el Banco Nazareth y los bajíos Cargados Carajos. Los bancos de piedra caliza que se encuentran en la meseta son los restos de los arrecifes de coral, lo que indica que la meseta era una sucesión de islas. Algunos de los bancos pueden haber sido islas tan recientemente como hace 18.000–6.000 años, cuando los niveles del mar eran hasta 130 metros más bajos durante la edad de hielo más reciente.

## Flora

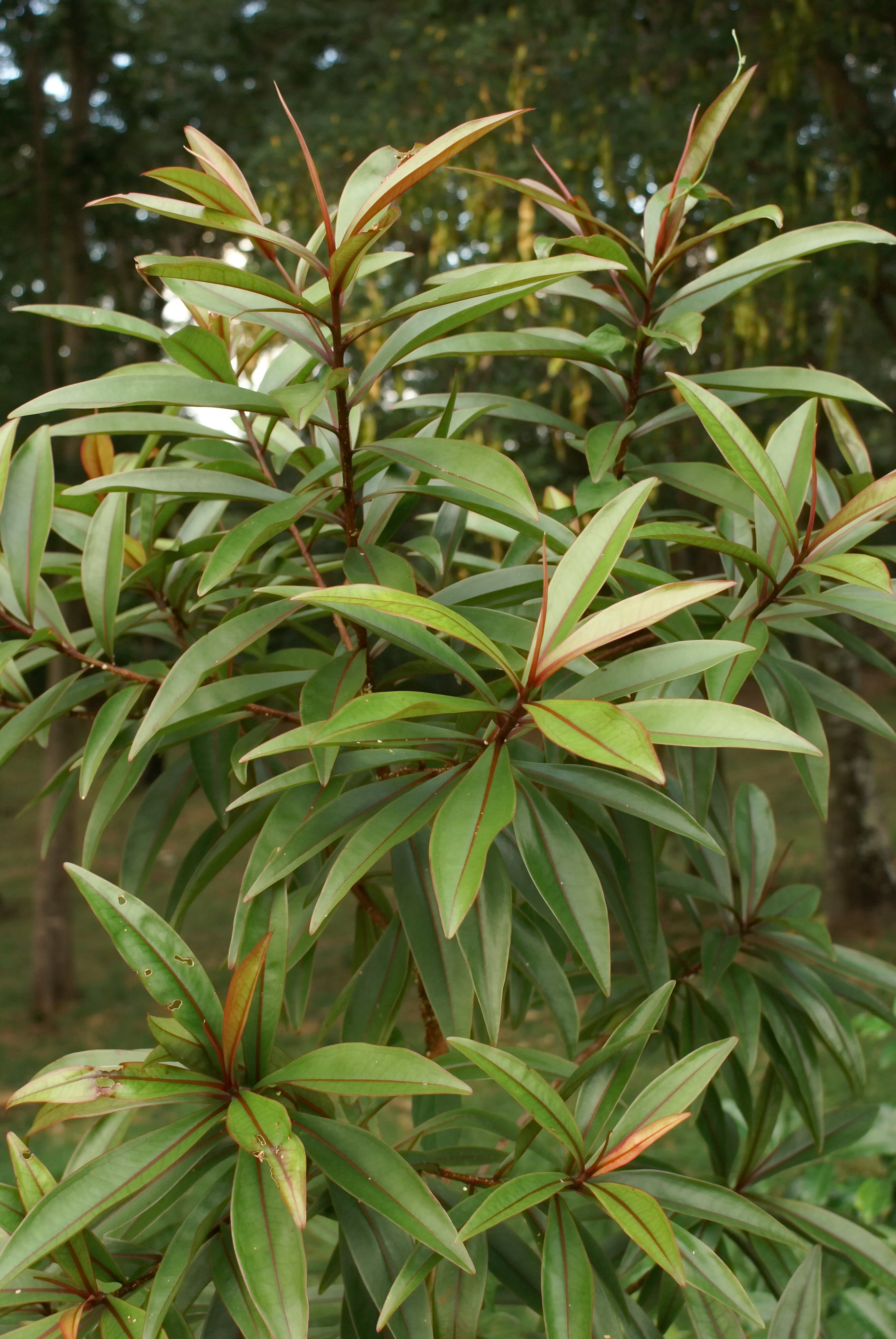
Foetidia mauritiana

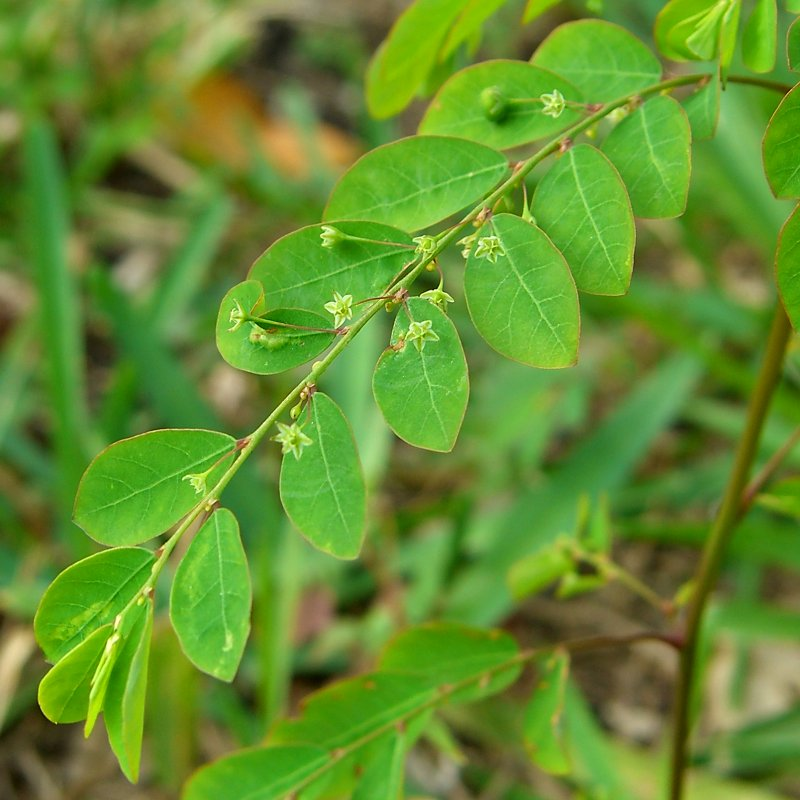
Phyllanthus tenellus (Mascarenes leaf-flower)

Los hábitats de las Mascareñas varían según el tamaño de las islas, la topografía, la edad y la proximidad a Madagascar, la masa terrestre más cercana. Como es habitual en las islas remotas, la fauna y la flora de las Mascareñas presentan un alto grado de endemismo; incluyen más de mil especies, de las cuales varios cientos son endémicas. Las islas Mascareñas forman una ecorregión distinta conocida como Bosques de las Mascareñas. Hasta que los europeos se instalaron en las islas en el siglo XVI, no se sabe que las Mascareñas albergaran población humana alguna, y la fauna de las islas seguía floreciendo durante los primeros días de asentamiento. En la actualidad, gran parte de la vegetación natural ha desaparecido y hay muchas especies introducidas en las islas.
En la prehistoria, las islas estaban cubiertas por una gran variedad de bosques tropicales de hoja ancha. Las comunidades vegetales no son homogéneas y comprenden al menos cinco zonas de vegetación bastante diferenciadas que reflejan las variaciones de altitud y de régimen de humedad. Entre ellas se encuentran los bosques secos de tierras bajas, los bosques esclerófilos semisecos, los bosques húmedos de tierras bajas, los bosques nublados de montaña y los brezales de gran altitud en Reunión.
Los hábitats costeros incluyen vegetación de playa, humedales costeros y bosques pantanosos, que se dividen en bosques húmedos de tierras bajas en los lados de barlovento de las islas y bosques secos de tierras bajas a sotavento.
Los bosques secos de las tierras bajas se encuentran en los lados de sotavento de las islas, desde el nivel del mar hasta los 200 metros, en zonas con menos de 1.000 mm de precipitación media anual. Las palmeras son los árboles dominantes, incluyendo especies de Latania y Dictyosperma album, junto con los pinos tornillo (Pandanus spp.).
Los bosques esclerófilos semisecos se encuentran entre la costa y los 360 metros de altitud en Mauricio y Rodrigues, y entre los 200 y los 750 metros de altitud en las laderas occidentales de la Reunión, donde ahora sólo quedan pequeños parches de este tipo de bosque. La precipitación media anual en los bosques semisecos oscila entre los 1000 y 1500 mm. Los géneros y familias de árboles bien representados en los bosques semisecos incluyen especies de ébano del género Diospyros (Ebenaceae), Pleurostylia spp. (Celastraceae), Foetidia spp. (Lecythidaceae), Olea europaea subsp. cuspidata (Oleaceae), Cossinia pinnata (Sapindaceae) Dombeya spp.(Malvaceae), Terminalia bentzoe (Combretaceae), y Sideroxylon boutonianum, Sideroxylon borbonicum, y varias especies de Mimusops de la familia Sapotaceae. Los arbustos de los bosques semisecos incluyen varias especies endémicas espectaculares de Hibiscus (Malvaceae), Zanthoxylum spp. (Rutaceae), Obetia ficifolia (Urticaceae), y Scolopia heterophylla (Flacourtiaceae).
Las selvas tropicales de tierras bajas se caracterizan por sus densos bosques siempre verdes, compuestos por diversas especies que crean un dosel de 30 metros o más de altura. Se encuentran en las tierras bajas orientales de Mauricio, desde la costa hasta los 800-900 metros de altitud, y por encima de los 360 m en las laderas occidentales. En la Reunión, los bosques pluviales de las tierras bajas se encuentran entre los 750 y los 1100 m. Se dan en zonas con una precipitación media anual de 1500 a 6000 mm. Los árboles característicos son las especies de Mimusops y Labourdonnaisia (Sapotaceae), Hernandia mascarenensis (Hernandiaceae), Calophyllum spp. (Clusiaceae), y especies de Syzygium, Eugenia, Sideroxylon, y Monimiastrum (Myrtaceae). Los arbustos característicos incluyen especies de Gaertnera, Chassalia, Bertiera y Coffea de la familia Rubiaceae. Otras plantas son los bambúes como el Nastus borbonicus, numerosas especies de orquídeas (por ejemplo, Angraecum spp., Bulbophyllum spp.) y helechos, por ejemplo, Asplenium spp., Hymenophyllum spp., Trichomanes spp., Elaphoglossum spp., y Marattia fraxinea.
Los bosques nubosos son bosques lluviosos siempre verdes que se encuentran en las laderas de las montañas con altas precipitaciones. Se encuentran en la Reunión entre 800 y 1900 metros de altitud en las laderas orientales con una precipitación media anual de 2000-10.000 mm, y entre 1100 y 2000 metros en las laderas occidentales con una precipitación media anual de 2000-3000 mm. En 2005, los bosques nubosos relativamente intactos seguían cubriendo aproximadamente 44.000 hectáreas en Reunión. En Mauricio se limitan a una pequeña zona de Montagne Cocotte en el suroeste de la isla, por encima de los 750 metros de altitud y con una precipitación media anual de 4500-5500 mm. Los árboles forman una densa copa de 6 a 10 metros de altura. Las copas típicas incluyen especies de Dombeya en Reunión, y especies de Monimia y Tambourissa (Monimiaceae) en ambas islas. Existe un sotobosque de pequeños árboles y arbustos que incluye especies de Psiadia (Asteraceae) y Melicope (Rutaceae). Los bosques son ricos en epífitas (orquídeas, helechos, musgos, líquenes), helechos arbóreos emergentes (especies de Cyathea) y, originalmente, en palmeras Acanthophoenix rubra, pero la caza furtiva ha eliminado las palmeras en muchas zonas de Reunión. En los bosques nubosos también se encuentran tres comunidades vegetales monodominantes: bosques de Acacia heterophylla (Fabaceae) como dosel arbóreo, que son similares a los bosques de Acacia koa de Hawái, matorrales dominados por Erica reunionensis (Ericaceae), y bosques hiperhúmedos de pino piñonero (Pandanus montanus).